# Claudette Nevins
Claudette Nevins (Wilkes-Barre, 10 april 1937 – Los Angeles, 20 februari 2020), geboren als Claudette Weintraub, was een Amerikaanse televisie- en theateractrice.

## Biografie
Nevins was in het verleden getrouwd en was tot haar dood opnieuw getrouwd en had hieruit twee kinderen. Nevins heeft gestudeerd aan de New York University en ze woonde met haar familie in Los Angeles.
Nevins begon met acteren in het theater in 1959 met het stuk Major Barbara in Washington, hierna heeft ze nog meerdere rollen gespeeld in het theater.
Nevins begon in 1961 met acteren voor televisie in de film The Mask. Hierna heeft ze nog meerdere rollen gespeeld in films en televisieseries zoals Police Story (1973-1974), Switch (1976-1978), Sleeping with the Enemy (1991), Beverly Hills, 90210 (1993), 7th Heaven (1997), Melrose Place (1992-1998), The Agency (2001-2002) en JAG (1997-2004).

## Filmografie

### Films
- 2004 Eulogy – als Barbara Collins
- 2000 Aladdin and the Adventure of All Time – als stem (animatiefilm)
- 1998 Star Trek: Insurrection – als officier Son’a
- 1996 Final Vendetta – als dr. Lisa Farrow
- 1996 Widow's Kiss – als Margaret Silverstein
- 1991 Dead Silence – als mrs. Stillman
- 1991 Child of Darkness, Child of Light – als Lenore Beavier
- 1991 Sleeping with the Enemy – als dr. Rissner
- 1987 Jake's M.O. – als Sigournet Tompkins
- 1985 There Were Times, Dear – als Carrie Mason
- 1985 Tuff Turf – als Page Hiller
- 1982 Don't Go to Sleep – als dr. Robin Samuel
- 1982 Take Your Best Shot – als Andrea
- 1981 ...All the Marbles – als Solly
- 1981 Jacqueline Bouvier Kennedy – als Janet Bouvier Auchincloss
- 1978 More Than Friends – als Frances Harrington
- 1977 The Possessed – als Ellen Summer
- 1976 The Dark Side of Innocence – als Maggie Hancock
- 1975 Guilty or Innocent: The Sam Sheppard Murder Case – als Marilyn Sheppard
- 1974 Mrs. Sundance – als Mary Lant
- 1961 The Mask – als Pam Albright

### Televisieseries
Uitgezonderd eenmalige gastrollen.
- 2005 Strong Medicine - als Ava Rey - 2 afl.
- 1997 – 2004 JAG – als Porter Web – 6 afl.
- 2001 – 2002 The Agency – als Audrey Simmons – 2 afl.
- 2001 – 2002 Providence – als Joyce Sidwell – 2 afl.
- 1992 – 1998 Melrose Place – als Constance Fielding – 10 afl.
- 1997 7th Heaven – als mrs. Rainy – 2 afl.
- 1993 Beverly Hills, 90210 – als Vivian Carson – 2 afl.
- 1992 Civil Wars – als Monica Schlossberg – 2 afl.
- 1991 Veronica Clare – als ?? – 2 afl.
- 1989 Free Spirit – als Mildred Crater – 2 afl.
- 1982 – 1983 One Day at a Time – als Marge – 3 afl.
- 1979 Married: The First Year – als Barbara Huffman – 4 afl.
- 1975 Return to the Planet of the Apes – als Nova / Judy Franklin (stemmen) – 9 afl.
- 1973 – 1974 Police Story – als Ellen Calabrese – 4 afl.
- 1970 Headmaster – als Margaret Thompson – 13 afl.

## Theaterwerk
- 2000 The Philadelphia Story – als Margaret - Los Angeles
- 2000 Cakewalk – als ?? - Los Angeles
- 1999 After the Fall – als ?? - Los Angeles
- 1998 The Water Children – als Kit / mama / Cat - Los Angeles
- 1998 An American Daughter – als ?? - Los Angeles
- 1997 Dangerous Corner – als Freda – Los Angeles
- 1996 Mad Forest – als ?? – Los Angeles
- 1994 Habeas Corpus – als Lady Rumpers – Los Angeles
- 1993 Isn't It Romantic – als Lillian Cornwall – Pasadena
- 1990 Deathtrap – als Myra – San Bernardino
- 1988 Larkin – als interviewster – Los Angeles
- 1986 Don Juan in Hell – als Doña Ana – Los Angeles
- 1984 Passion Play – als Nell – Los Angeles
- 1983 First Love, Best Love – als Rita – Los Angeles
- 1982 Blithe Spirit – als Ruth – Santa Barbara / La Mirada / Poway
- 1978 The Journalists – als Jane Merrywater – Los Angeles
- 1976 P.S. Your Cat Is Dead – als Kate – Los Angeles
- 1975 The Death and Life of Jesse James – als mevr. James – Los Angeles
- 1974 A Comedy of Errors – als Adriana – Los Angeles
- 1972 Caesarean Operations – als Olive – Los Angeles
- 1972 Old Times – als Anna – Los Angeles
- 1969 The Great White Hope – als Ellie – Los Angeles
- 1969 Major Barbara – als Barbara – Atlanta
- 1969 The Little Foxes – als Regina – Atlanta
- 1969 You Can't Take It With You – als Olga – Atlanta
- 1968 Twelfth Night – als Olivia - Atlanta
- 1968 The Homecomming – als Ruth - Atlanta
- 1968 The Hostage – als Teresa - Atlanta
- 1968 King Arthur – als Emmeline - Atlanta
- 1968 Plaza Suite – als Jean McCormack / Mimsy - New York
- 1966 Wait Until Dark – als Lee Remick - New York
- 1965 Danton's Death – als Julie Danton - New York
- 1963 In White America – als ?? - New York
- 1963 The Emperor – als Acte - New York
- 1961 Invitation to March – als Norma Brown - tournee langs oostkust
- 1960 Ring ‘Round the Moon – als Diana - Washington
- 1960 The Iceman Cometh – als Pearl - Washington
- 1960 The Wall - als Halinka - New York
- 1959 The Cherry Orchard – als Dunyasha - Washington
- 1959 Major Barbara – als Sara - Washington

- Biblioteca Nacional de España: XX5593123
- International Standard Name Identifier: 0000 0000 3466 6792
- Library of Congress Control Number: n85199271
- Système universitaire de documentation: 243039042
- Virtual International Authority File: 3914569
- WorldCat: E39PBJw4GF99b7f7Pr4RWp8pyd